# 亀井忠一

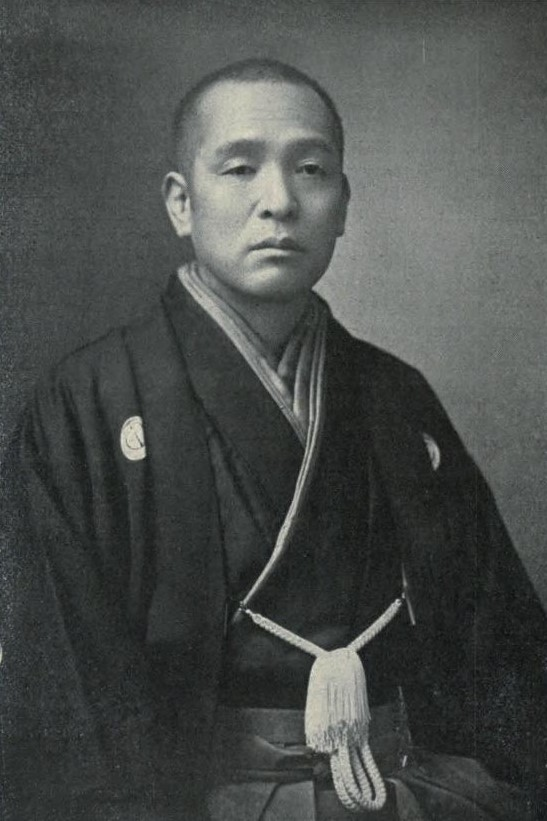
亀井忠一

亀井 忠一（かめい ただかず、安政3年6月30日（1856年7月31日） - 昭和11年（1936年）1月30日）は、三省堂書店、三省堂の創業者で三省堂編修所の代表者でもあった。もちろん、明治時代の代表的出版人でもあり、日本における近代的辞書の礎を築いた人物のひとり。

## 経歴
江戸で旗本・中川家の五男として生まれ、大政奉還後に家族で沼津に移り住み、困窮する父を助けて、落ち葉集めや卵・糠の行商で糊口をしのぐ。16歳で同じ元旗本・亀井家の婿養子となり、明治6年（1873年）に東京に戻る。はじめ麹町13丁目で下駄商を営むが明治14年（1881年）、四谷の大火により店が焼けた後、兄が営む神田の古本屋「石川桃林堂」に倣って神保町に三省堂を創業した。
店が軌道に乗り、兄の店など4軒の古本屋で組合「同盟四書房」を作り、出版事業に乗り出す。辞書類が売れて大成功となり、三省堂単独で教科書出版も始めたが、明治25年の神田の火事をきっかけに古本売買を辞め、出版を専門とする。『日本百科大辞典』でつまづき、大正4年に債権者の共同出資により株式会社化し、図書出版と販売を業とする。
晩年は顧問として一線を退き、業界の元老として重きをなしたが、長い療養ののち死去した。

## 家族
- 実父・中川市助 ‐ 幕府下級武士。大政奉還後江戸小石川から沼津に転居、無禄となり商売も成功せず困窮生活となる。[1]
- 養父・亀井捨八郎 ‐ 旗本・亀井与十郎の娘婿。[1]
- 妻・万喜子 ‐ 与十郎の二女。捨八郎の妻の妹。父を失い、姉夫婦に養われた。[1]
- 四男・亀井寅雄（1890年生） ‐ 東京帝国大学法科経済科卒。三省堂社長、会長。長男に亀井要（三省堂社長・会長）。
- 五男・亀井豊治（1892年生） ‐ 三省堂社長・会長。娘婿に盛田昭夫。
- 二女・冨久子 ‐ 神保周蔵（三省堂社長）の妻[3]
- 三女・武子 ‐ 弁護士・坂巻登介（三省堂監査役）の妻[3]